# 魚翅

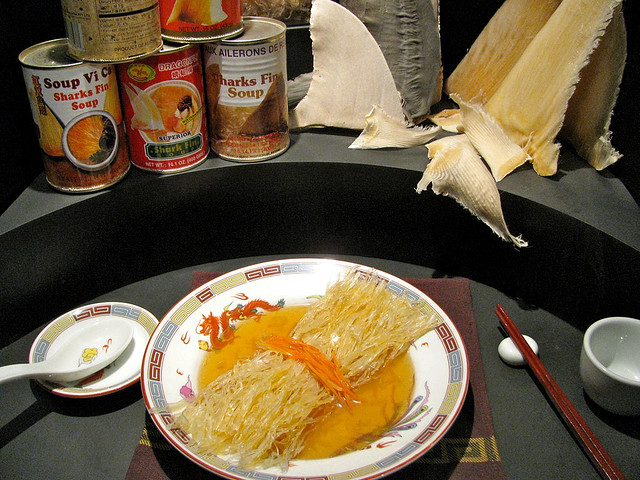
罐頭魚翅

魚翅是取自鯊魚的鰭所製成的乾貨加工食品，是華人飲食文化中的傳統食材，歷史可追溯至宋代，並曾被列為「八珍」之一。魚翅富含膠原蛋白，需經多道處理後方能食用，常見於筵席與高檔菜餚中。 魚翅尤其在婚宴與重要節慶中具有體面與祝賀的意涵， 也成為身份、地位與財富等象徵。
但因大量魚翅需求造成的鯊魚濫捕，以及在取得魚翅的過程有僅取魚鰭而棄魚身的習慣，而引起政府與民間對鯊魚保育的關注。目前多個國家與地區已實施禁止或限制持有、販售或進口魚翅的法規，也有各種拒吃魚翅的民間倡議行動。

## 種類

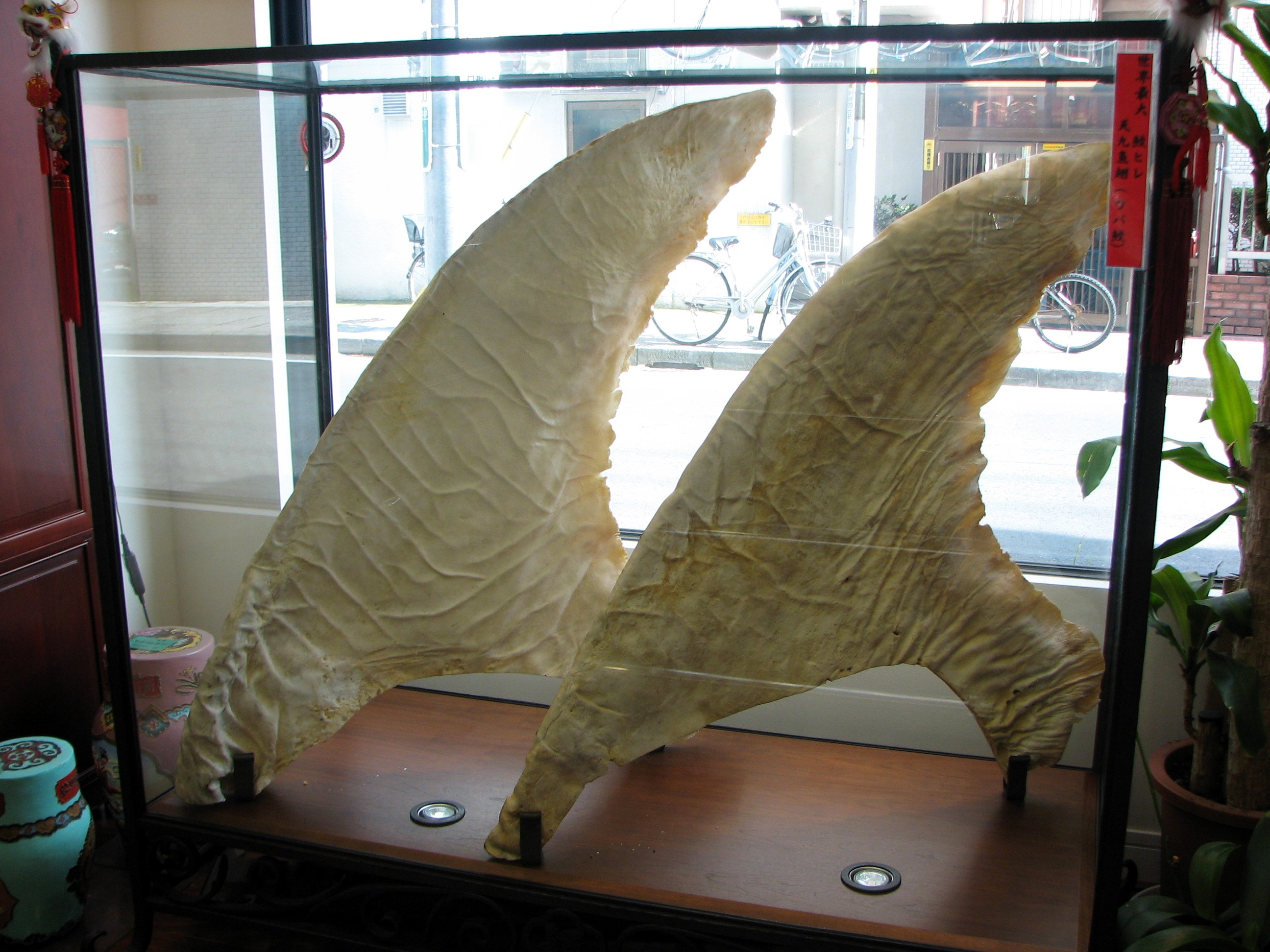
天九翅

魚翅可依來源鯊魚的種類與魚鰭位置分為多種類型。常見類型包括：
- 勾翅：取自尾鰭。價格最高的部位，全鰭無骨，兩面顏色相近，加工後成數最高，翅針粗長。[2]
- 脊翅：取自背鰭。多呈三角形，與勾翅一樣兩面顏色相近，翅針較短。[2]
- 翅片：取自胸鰭。翅片多呈長形，兩面顏色不同。[2]
- 天九翅：專指體積較大，翅針粗壯的魚翅，名稱源自中國傳統博戲中牌面最大組合「天九」。可分為以下兩類：
  - 牛皮天九翅：取自鯨鯊。[10]
  - 挪威天九翅：取自姥鯊。[10]

## 加工與食用

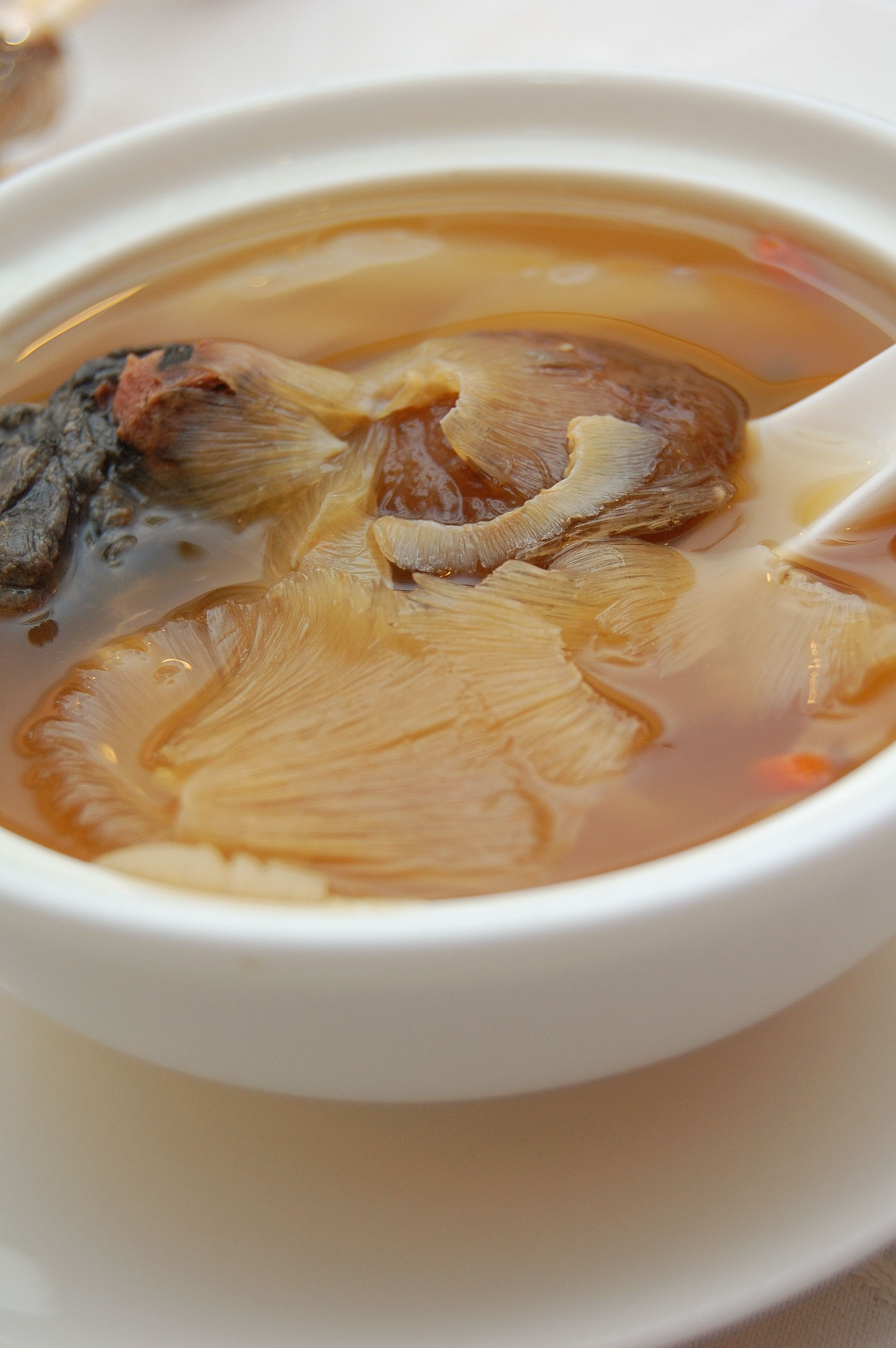
魚翅湯

魚翅在進入市場前會多道加工程序，包括浸脫鱗、去骨、乾燥，並在要調理前再重新浸水軟化，去除殘鱗、殘肉等。 完成處理後的魚翅就可以與高湯及其他食材共煮，製成湯品或羹品。 魚翅料理的呈現形式包含「散翅」與「排翅」：前者指將魚翅拆散呈絲狀，通常製作成清湯；後者則保留整體形狀，多見於高檔菜餚。
不同地區對魚翅的料理方式略有差異，例如潮汕地區常見紅燒與清燉兩式，輔以浙醋、火腿絲、綠豆芽湯和芫荽製成的佐料；廣東地區則多以荸薺粉勾芡增稠。 歷代食譜記載如清代袁枚《隨園食單》也描述魚翅須長時間燉煮方可軟化，並常與雞湯、火腿、鮮筍等搭配。
魚翅難爛，須煮兩日纔能摧剛爲柔。用有二法：一用好火腿、好雞湯，加鮮筍、冰糖錢許煨爛，此一法也；一純用雞湯串細蘿蔔絲，拆碎鱗翅，攙合其中，漂浮碗面，令食者不能識其爲蘿蔔絲、爲魚翅，此又一法也。——袁枚，《隨園食單》

## 歷史

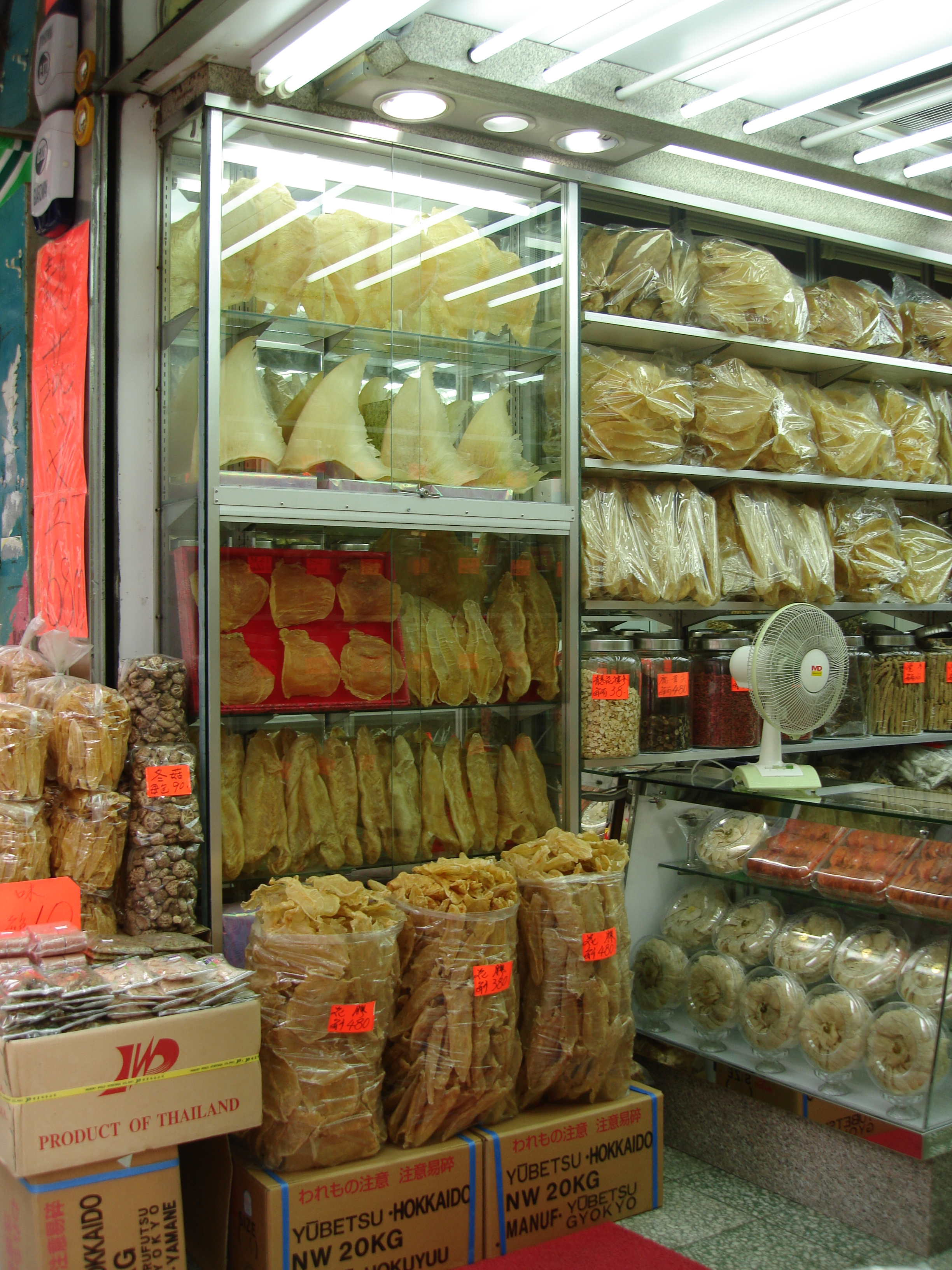
有售賣魚翅的華人海味店

魚翅的食用歷史可追溯至宋朝， 據傳當時越南沿海地區已開始將鯊魚鰭製成乾貨供食用，並可能作為貢品獻給中國皇室。
有說法認為魚翅之所以普及於華人社會，可能與15世紀初鄭和下西洋活動有關，當時船員可能利用東南亞海島上收集的鯊魚鰭煮食充飢。
到了明清時期，有一說認為魚翅逐漸被納入高級宴席料理，並列為「八珍」之一，至清乾隆時期魚翅的食用開始興盛。 明清時期有關魚翅的文獻記載如下：
（鮫魚）背上有鬣，腹下有翅，味並肥美，南人珍之。——《本草綱目》
粵東筵席之餚，最重者爲清燉荷包魚翅，價昂。——《清稗類鈔》
但也有一說認為魚翅在中國食譜出現得很晚。如唐魯孫就指出，清乾隆時期御茶膳房的菜單還沒有魚翅，到了慈禧太后當權後，才出現使用魚翅的「炒翅子」，其烹調技法也不如現代的複雜菜式。
如今魚翅仍在部分華人社會中作為宴席菜餚出現，惟已受到動物保育等議題影響而在部分地區有所禁制。

## 營養價值
傳統文獻如《本草綱目拾遺》記載魚翅具有補益作用：
味甘性平，補五臟，消魚積，解蠱毒。——《本草綱目拾遺》
這使很多人認爲魚翅富有營養，但根據現代營養分析，每100克乾魚翅中約含83.5克蛋白質、0.3克脂肪。其蛋白質組成以膠原蛋白為主，人體難以吸收且需搭配含色胺酸的食物攝取。有專家指出魚翅的營養價值與一般魚凍或肉凍相近，與牛奶、豆類等植物性蛋白來源相比並無明顯優勢。
亦有研究也指出，魚翅可能累積因海水污染而產生的汞等有害物質，並對健康構成潛在風險。

## 魚翅貿易爭議

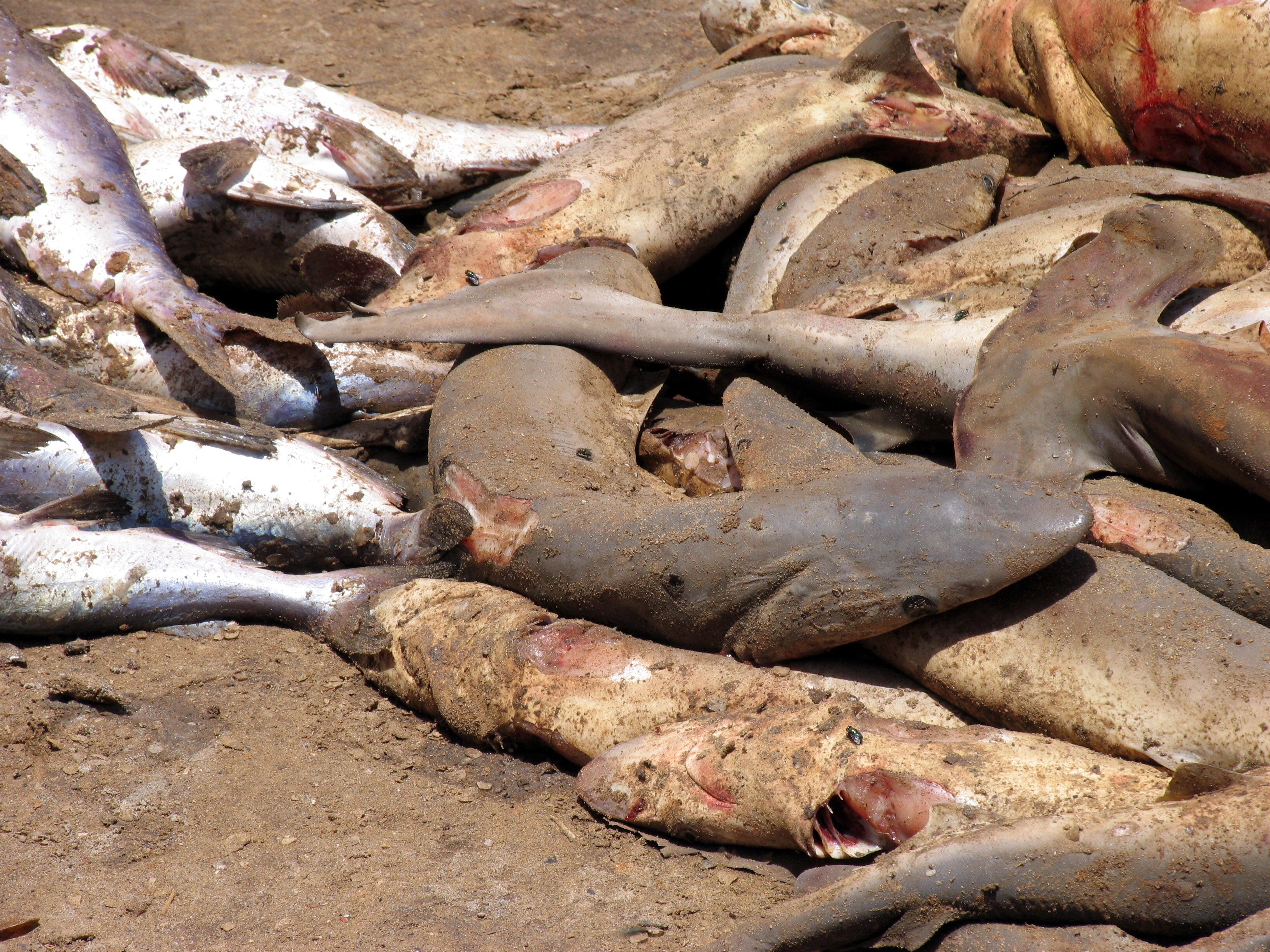
被割去魚翅的鯊魚屍體

隨著魚翅需求大，部分地區出現針對鯊魚的大規模捕撈現象。 而由於鯊肉市場價值相對較低，有些漁民僅取下鯊魚鰭部，隨後將失去鰭的鯊魚拋回海中。失去鰭的鯊魚會失去游弋能力，並因窒息死亡或遭同類捕食。
部分學者與保育團體認為過度捕鯊會對海洋生態系統造成影響。由於鯊鱼是海洋的頂級掠食者，當鯊魚數量減少時，就可能導致其他海洋生物因失去天敵而數量暴增，進而影響海洋生態平衡。

## 社會反應
隨著魚翅爭議逐漸受人重視，有公眾人物連同環保團體發起拒吃魚翅的倡議活動。例如，2009年中國籃球運動員姚明就以保護鯊魚大使身份參與美國野生救援協會於上海舉辦的反魚翅活動，表達拒吃魚翅的立場。
若干國家和地區亦陸續推動相關立法。美國方面，夏威夷州率先於2010年通過法案禁止魚翅的買賣與餐飲用途，違者將處以罰款及刑責。 2011年，美國聯邦政府頒布《鯊魚保護法》以進一步限制魚翅貿易。 加州也於同年通過AB376議案，自2012年起禁止魚翅之販售與分銷，並規定過渡期至2013年6月底結束。此法案後續曾被華人社群抗議，要求推翻該法律，惟於2014年被法院駁回。 北美其他地區，如加拿大部分城市（包括多倫多、布兰特福德、奧克維爾、密西沙加等）也於同年先後實施魚翅進口或販售限制。 
兩岸三地也在同一時期開始著手魚翅貿易的相關規定。台灣官方在2011年就宣佈自2012年起禁止進口去除其他部位、僅保留鰭部的「淨鯊魚鰭」， 並在2012年6月開始依據農業部漁業署發布的「魚翅進口應遵行事項」實施更嚴格的魚翅進口程序。 香港方面，2011年11月半島酒店宣布於隔年元旦後全面停售魚翅料理，為當地首家此舉的酒店食肆， 隨後香格里拉酒店亦跟進停售魚翅食品。 到了2013年，香港政府宣佈停止於公務酬酢活動中使用魚翅。 中國大陸方面，2011年曾有全國人大代表提出建議，主張禁止公務與官方宴請使用魚翅。 2013年底，中央辦公廳及國務院辦公廳發布新版《党政机关国内公务接待管理规定》，其中明文規定工作餐不得提供魚翅。
亦有學者提出以自身行動推動消費改變，例如香港學者李銳華就倡議「魚翅婚宴人情七折」行動，鼓勵賓客若參加了提供魚翅的婚宴，就將原本給予主人家的禮金減為七折，並將三成差額捐予環保團體，藉此反思並減少魚翅菜式的需求。

## 代替品

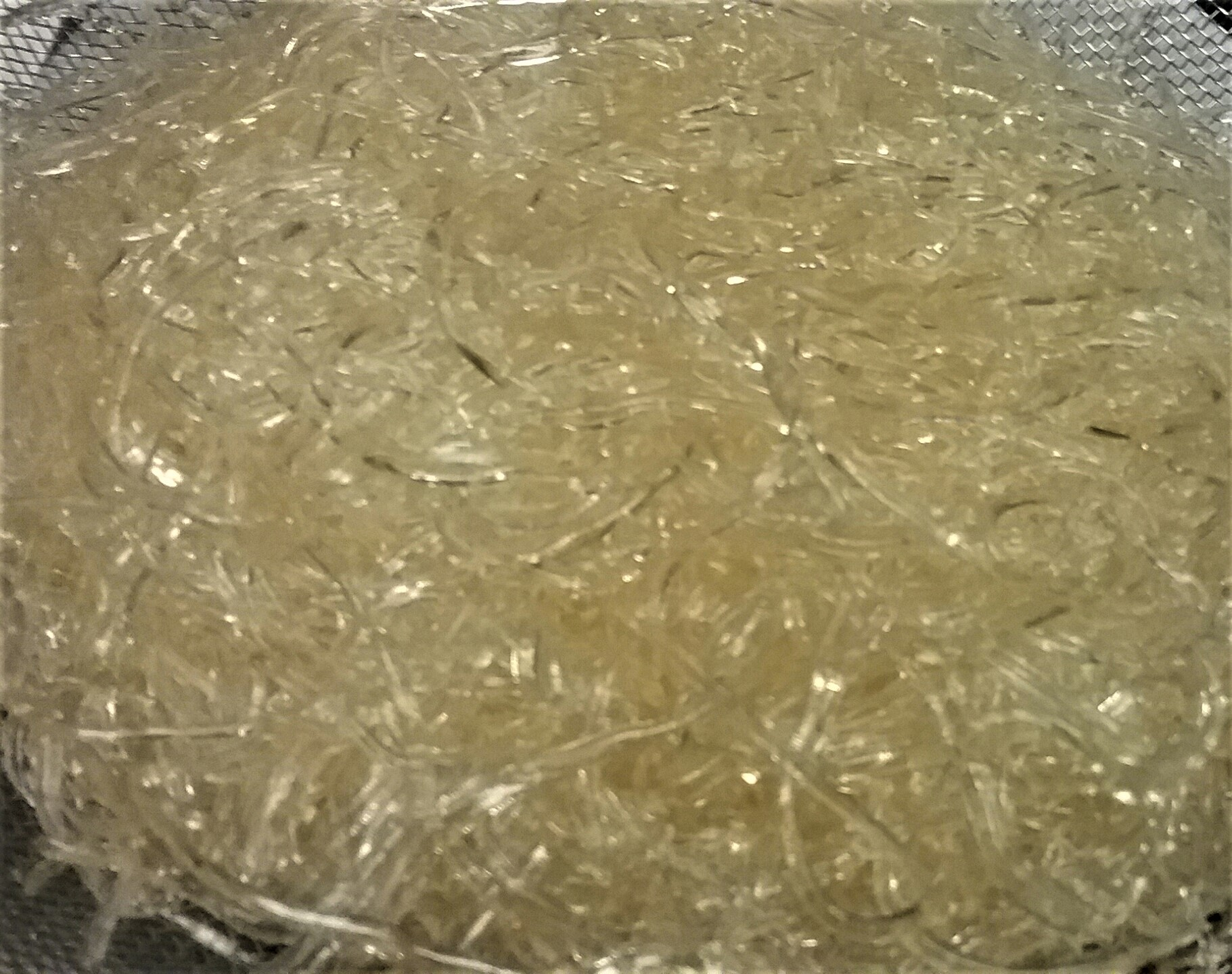
人造魚翅（素翅）

市場目前有多種魚翅替代品。其中一類為人造魚翅，俗稱「素翅」，通常以澱粉或明膠等食材製成，外觀模擬天然魚翅，價格低廉，部分消費者與生態保育人士選擇以此取代真魚翅。不過也曾發生人造魚翅被商人不實標示以假亂真，引發消費爭議的事件。
另一類為碗仔翅，是香港常見街頭小吃，以粉絲、肉絲、木耳等食材製成湯羹，模擬魚翅羹口感，實際並不含魚翅成分。
此外亦有業者使用鳐鱼翅作為替代。鰩魚為常見經濟魚類，魚鰭在口感上與鯊魚翅相似，成本也較低。